# Вооружённые силы Мали
Вооруженные Силы Мали  (фр. Forces armées maliennes) — совокупность органов управления, войск и сил республики Мали, предназначенная для защиты свободы, независимости и территориальной целостности государства.
ВС Мали включают в свой состав органы военного управления, сухопутные войска, военно-воздушные силы, жандармерию, республиканскую гвардию, национальную гвардию и национальную полицию (Sûreté Nationale).

## История

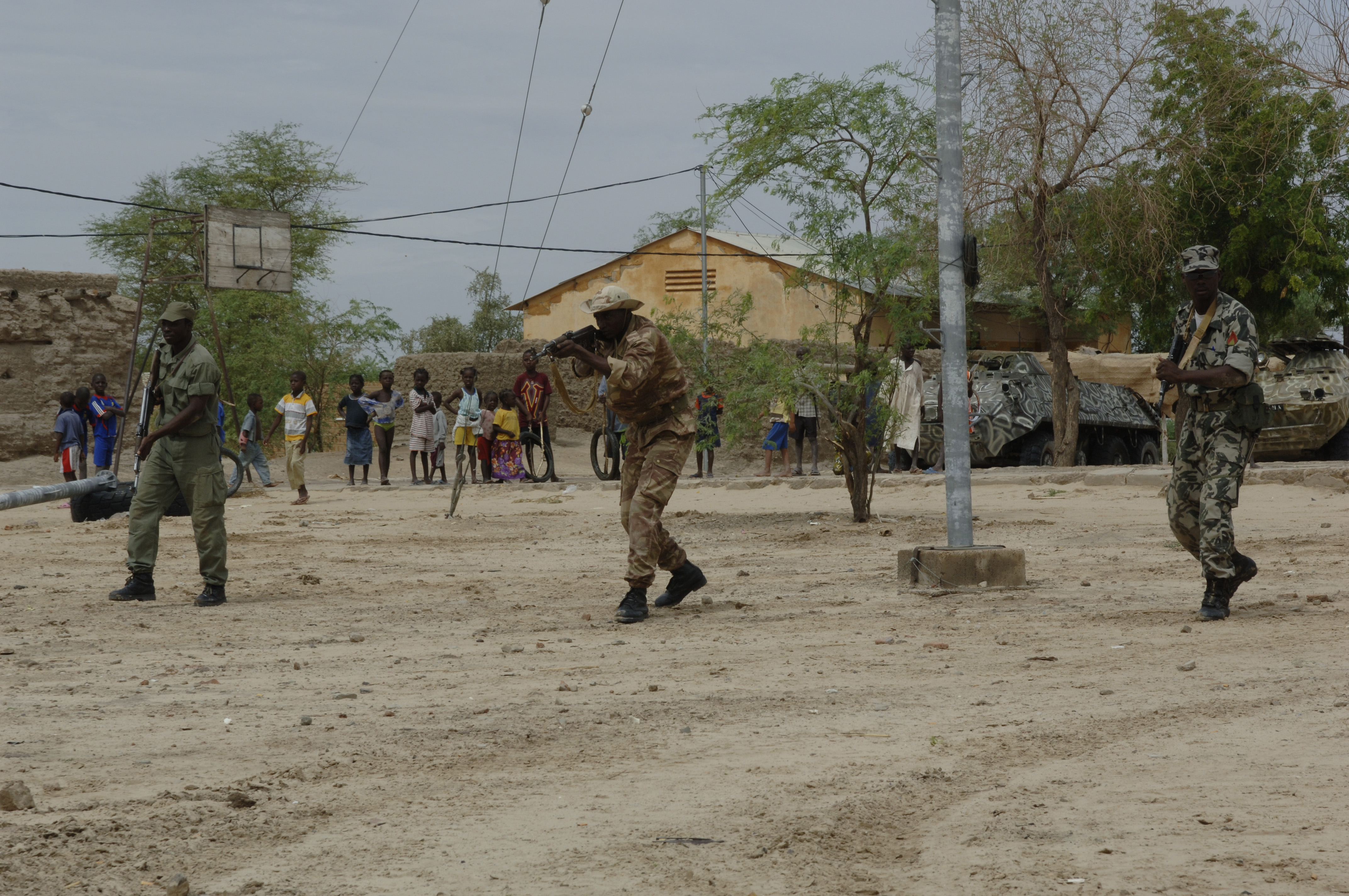
Обучение новобранцев армии Мали в районе Томбукту в ходе учений «Флинтлок», 4 сентября 2007 года.

Мали — одно из сахарских государств, создавших Объединённый штабной комитет, расположенный в алжирском городе Таманрассет. Кроме Мали, в его работе участвуют Алжир, Мавритания и Нигер.
Оборонный бюджет на 2017 год составлял 381 миллиард франков КФА (644 миллиона долларов США) при ВВП в 8,87 трлн франков КФА (15 млрд долларов США). Таким образом траты на оборону составляли 4,3 % от ВВП. Численность населения страны составляла 17 885 245 человек.
Вооружённые силы Мали полагаются на Францию и ООН в обучении, материально-техническом и авиационном обеспечении. Слабые вооружённые силы проявили неспособность справиться с исламистско-туарегскими повстанцами в 2013 году, что привело к французской военной интервенции. Восстановленные вооружённые силы получили поддержку от государств ЕС. Была создана «Учебная миссия» (EUTM (EU Training Mission)). Миссия была продлена до мая 2018 года. На 2018 год более 10 000 солдат имеют опыт прохождения обучения — многие в учебном центре Куликоро (Koulikoro). Учебная миссия ЕС (EUTM) занималась обучением военно-воздушных сил, уделяя особое внимание мобильности. Германия помогла в строительстве бункеров для боеприпасов. Франция поддерживает функционирование своих военных баз, обучение малийского персонала и поставки военного и прочего оборудования в Мали в рамках операции «Бархан», которая предназначена для борьбы с исламистскими радикалами и террористами в Мали и регионе Сахеля. Впервые в 2017 году силы G5-Sahel начали военные операции в Мали недалеко от границы с Нигером и Буркиной-Фасо. В сентябре 2017 года было подписано мирное соглашение между некоторыми сторонами в конфликте в Мали, где всё ещё остаются нерешёнными некоторые вопросы, включая реформу силовых структур Мали и процесс разоружения, демобилизации и реинтеграции на территориях охваченных исламистским восстанием.
Весной 2020 года по программе военной помощи Евросоюз передал вооружённым силам Мали 13 бронемашин ACMAT Bastion французского производства.
Вооружённые силы страны принимают ограниченное участие в миротворческих операциях ООН (потери во всех миротворческих операциях ООН с участием страны составили 22 человека погибшими).

## Сухопутные войска
Остатки довоенной малийской армии были пересобраны заново. Сухопутные войска насчитывали в 2017 году 10 000 человек личного состава.
СВ состояли из 8 мотопехотных боевых групп, одного батальона парашютистов, одного инженерного батальона, одного медицинского отряда. Артиллерия состоит из 122-мм гаубиц Д-30 и 122-мм РСЗО «Град». Бронетехника состоит из бронетранспортёров БТР-60ПБ, БТР-70 и Bastion Patsas.
Техника и вооружение
| Фото                                          | Тип                               | Описание                                                                                                 | Количество                        | Примечания                                                                                                   |
| Боевые бронированные машины (AFV)             | Боевые бронированные машины (AFV) | Боевые бронированные машины (AFV)                                                                        | Боевые бронированные машины (AFV) | Боевые бронированные машины (AFV)                                                                            |
| --------------------------------------------- | --------------------------------- | --- | --------------------------------- | --- |
|                                               | ПТ-76                             | Плавающий танк                                                                                           | >2                                | По состоянию на 2021 год                                                                                     |
| Боевые разведывательные машины (RECCE)        |                                   | |                                   | |
|                                               | БРДМ-2                            | Боевая разведывательная машина                                                                           | >2                                | По состоянию на 2021 год                                                                                     |
| Бронетранспортёры (APC)                       |                                   | |                                   | |
|                                               | ACMAT Bastion Patsas              | В модификации бронетранспортёр с колесной формулой 4×4                                                   | 27                                | По состоянию на 2021 год                                                                                     |
|                                               | БТР-70                            | В модификации бронетранспортёр с колесной формулой 8×8 с 14,5-мм пулемётом КПВТ                          | 9                                 | По состоянию на 2021 год                                                                                     |
|                                               | БТР-60ПБ                          | В модификации плавающий бронетранспортёр с колесной формулой 8×8 с пулемётами 14,5-мм КПВТ и 7,62-мм ПКТ | >10                               | По состоянию на 2021 год                                                                                     |
| Автомобили с противоминной защитой (MRAP/PPV) |                                   | |                                   | |
|                                               | Casspir                           | Минозащищённый бронетранспортёр с колесной формулой 4×4                                                  | 29                                | По состоянию на 2021 год. Подарены Германией                                                                 |
|                                               | Stark Motors Storm Light          | Минозащищённый бронетранспортёр с колесной формулой 4×4                                                  | 24                                | По состоянию на 2021 год. Подарены Катаром в 2019 году                                                       |
|                                               | Marauder                          | Модификация не известна                                                                                  | 13                                | По состоянию на 2021 год                                                                                     |
|                                               | Streit Group Cougar               | Минозащищённый бронеавтомобиль с колёсной формулой 4×4                                                   | 30                                | По состоянию на 2021 год                                                                                     |
|                                               | Streit Group Gladiator            | Минозащищённый бронеавтомобиль с колёсной формулой 4×4                                                   | 4                                 | По состоянию на 2021 год                                                                                     |
|                                               | Streit Group Python               | Минозащищённый бронеавтомобиль с колёсной формулой 4×4                                                   | >5                                | По состоянию на 2021 год                                                                                     |
|                                               | Streit Group Typhoon              | Минозащищённый бронеавтомобиль с колёсной формулой 4×4                                                   | 21                                | По состоянию на 2021 год. Всего заказано 100 машин, первые 15 доставлены с завода из ОАЭ в январе 2020 года. |
| Артиллерия                                    |                                   | |                                   | |
|                                               | Д-30                              | Возимая 122-мм гаубица                                                                                   | н.д.                              | По состоянию на 2021 год                                                                                     |
|                                               | БМ-21 «Град»                      | Самоходная РСЗО                                                                                          | >30                               | По состоянию на 2021 год                                                                                     |

| Фото | Тип              | Описание                                               | Количество | Примечания |
| ---- | ---------------- | ------------------------------------------------------ | ---------- | --- |
|      | T-54/T-55        | Основной боевой танк                                   | 12         | Нет информации после 2015 года |
|      | Т-34-85          | Средний танк                                           | 30         | |
|      | Тип 63           | Легкий плавающий танк                                  | 18         | |
|      | БТР-40           | Колёсный бронетранспортёр                              | 30         | |
|      | БТР-152          | Колёсный бронетранспортёр                              | 10         | |
|      | Fahd             | Колёсный бронетранспортёр                              | 5          | |
|      | RG-31 Nyala      | Минозащищённый бронеавтомобиль с колёсной формулой 4×4 | 18         | В 2002 году поставлено 5 машин, в 2004—2007 оставшиеся |
|      | Kia KLTV         | Военный тактический автомобиль повышенной проходимости | >3         | Закуплены в Южной Корее, малийские военные начали получать Kia KLTV в 2017 году для использования их силами FORSAT |
|      | Kia KM450        | Лёгкий грузовик / пикап                                |            | Автомобили Kia Motors собираются в Мали компанией Wad Motor совместно с южнокорейской фирмой Wadyoungsan. Завод расположен в Бананкорони, работает с 2011 года. Он производит: Kia KM50, KM420, KM450, KM500, машины скорой помощи и т. д. |
|      | ACMAT ALTV       | Пикап 4x4                                              | 36         | Поставлены из Франции |
|      | Д-44             | 85-мм дивизионная противотанковая пушка                | 6 (8)      | С 2012 года нет информации |
|      | M1944 (БС-3)     | 100-мм полевая противотанковая пушка                   | 6          | Поставлены б/у в 1981 году из СССР. С 2007 года нет информации |
|      | ПМ-43            | 120-мм тяжёлый миномёт                                 | 30         | Поставлено некоторое количество (около 30) из СССР в 1967 году |
|      | ПМ-82            | Носимый полевой 82-мм миномёт                          | 41         | |
|      | Type 63-17       | Носимый полевой 60-мм миномет                          |            | |
|      | СПГ-9            | 73-мм безоткатное орудие                               | 15         | Поставлены из Болгарии в 2012 году, 9 из них были установлены на пикапы 4×4 Kia KM450 |
|      | Тип 63           | 107-мм буксируемая реактивная система залпового огня   |            | С 2013 года нет информации |
|      | ЗСУ-23-4 «Шилка» | Самоходная зенитная установка                          | 3 (4)      | В 2013 году подразделения, использующие «Шилки», были объединены с 7-м артиллерийским полком |
|      | С-125            | Зенитный-ракетный комплекс малого радиуса действия     | 3          | Поставлены в 1981 году из СССР, включая 100 ракет В-600П и одно РЛС орудийной наводки СОН-9 |
|      |                  |                                                        |            | |
|      |                  |                                                        |            | |

## Военно-воздушные силы
Военно-воздушные силы состояли на 2017 год из одной военно-транспортной эскадрильи (один BT-67, один C295W, два Y-12E), одной учебной эскадрильи (7 единиц Tetras), одной вертолётной эскадрильи (два H215, два Ми-24Д, два Ми-35М).

## Военизированные формирования
Военизированные формирования на 2017 год состояли из Жандармерии (1800 чел.), Национальной гвардии (2000 чел.), Национальной полиции (1000 чел.), ополчения (3000 чел.). Всего 7800 чел..